# 小倉名画座
小倉名画座（こくらめいがざ）は、福岡県北九州市小倉北区京町にある映画館（成人映画館）。1階にある「名画座I」では一般的なピンク映画、2階にある「名画座II」ではゲイ映画を専門に上映している。普通名詞としての名画座ではない。

## 歴史
映画館としての営業は昭和50年代から行われていたとされる。1980年（昭和55年）時点の小倉名画座は1館体制だったが、1990年（平成2年）時点では小倉名画座1・2の2館体制となっている。
2階は元々はストリップ劇場だったため、中央にせり出しがある舞台が残されており、一時期には「ヤングホモショーと銘打った男性たちによるダンスショー」の実演も行われていたが、その後、ゲイ映画専門の映画館となった。2006年（平成18年）5月に福岡市の福岡オークラ劇場が閉館して以降、「名画座II」は、「九州唯一のゲイ映画専門館」とされており、いわゆるハッテン場となっている。
かつては連日終夜営業もしていたが、2019年（令和元年）からは深夜の営業をおこなっていない。
2022年、地元でカレー専門店モンゴルカレーを営む丸谷真一郎が事業継承。丸谷は文化遺産の継承であり、既存の顧客を守りながら、場所がなくならないよう新規顧客の発掘もしていくサブカルチャーの場としていきたいと述べている。

## 座席数
- 名画座I：60席 - ピンク映画を上映。
- 名画座II：30席 - ゲイ映画を上映。